# Alfred Angelo Attanasio
Pour les articles homonymes, voir Attanasio.
Œuvres principales
- Radix
- L'Arc du rêve

Alfred Angelo Attanasio, né le 20 septembre 1951 à Newark dans le New Jersey, est un auteur de fantasy et de science-fiction.
Il écrit également sous le pseudonyme Adam Lee.

## L'auteur tel qu'il se présente
« Alfred Angelo Attanasio est né en 1951 à Newark, dans le New Jersey aux États-Unis, à l'exact milieu du XXe siècle. Traumatisé dès l'enfance par la menace d'une apocalypse thermonucléaire, il grandit avec la conviction qu'il ne réussira jamais à atteindre l'âge adulte. Dénué de tout espoir d'avenir, il est très tôt confronté aux questions fondamentales de l'existence. En 1965, il publia sa première enquête sur la nature du mal en collaboration avec Stan Lee dans le numéro 36 du magazine américain The Amazing Spider-Man. Vingt-deux romans et deux recueils de nouvelles plus tard, cet auteur éclectique découvre l'ivresse d'un monde qui existe toujours, ses deux filles ont grandi et quitté le domicile parental pour vivre leurs vies, sa femme continue de rire de ses traits d'humour et il tente de se cacher de la mort grâce aux livres qui sont devenus toute sa vie. »

## Notice biographique
Alfred Angelo Attanasio est né en 1951 à Newark dans le New Jersey aux États-Unis. Il étudie la littérature et la biologie à l'université de Pennsylvanie, cherchant à comprendre à la fois le corps et l'âme humaine. Par la suite, il se consacre au travail d'écriture (creative writing) et sort diplômé des universités de Columbia en écriture et de New York en littérature. Sa carrière d'écrivain débute discrètement en 1965 grâce à Stan Lee qui le fait participer au 36e numéro de son magazine The Amazing Spider-man, mais ce sont les encouragements de l'auteur et éditeur de science-fiction John W. Campbell qui marquent ses débuts. Sa véritable carrière littéraire commence en 1971 avec la publication de ses premières nouvelles dans divers magazines américains. Son premier roman, Radix, publié en 1981, reçoit un excellent accueil de la critique qui y voit un auteur de science-fiction très prometteur. Mais A. A. Attanasio est un auteur éclectique qui ne se laisse pas enfermer dans un genre et qui écrit tout aussi bien des romans classiques que des romans de fantasy ou des essais littéraires.
Le travail littéraire d'A. A. Attanasio est marqué à la fois par l'histoire de l'humanité, l'histoire des sciences, la philosophie et la littérature. Son premier choc littéraire fut sa découverte à l'âge de onze ans d'H. P. Lovecraft avec La Couleur tombée du ciel (daté de 1927). Ensuite, ses études le conduisent à découvrir les thèses de Gödel, Heisenberg et Wittgenstein qui lui font comprendre que la réalité n'est pas accessible à la connaissance et que toute réalité est fondamentalement une fiction seulement limitée par l'imagination. Du point de vue historique, il sera marqué à vie par la peur d'une apocalypse nucléaire totale induite par les progrès de la science. Son deuxième choc littéraire sera par la suite sa découverte du roman de science-fiction The Sound of Winter (1976) d'Arthur Byron Cover.
A. A. Attanasio vit aujourd'hui dans les îles Hawaii et continue de travailler à la réécriture de la légende du Roi Arthur avec le cycle d'Arthor.

## Œuvres

### Romans
- (en) Wyvern, 1988
- (en) Hunting the Ghost Dancer, 1991
- (en) Kingdom of the Grail, 1992
- (en) The Moon's Wife: A Hystery, 1993
- (en) Solis, 1994
- (en) Silent, 1996Écrit avec Robert S. Henderson.
- (en) Centuries, 1997
- (en) The Perilous Order: Warriors of the Round Table, 1998
- (en) Hellbound, 2001volume faisant partie du cycle The Crow
- (en) Killing with the Edge of the Moon, 2006

### Cycle de Radix
- Radix, 1983 ((en) Radix, 1981)
- (en) In Other Worlds, 1984
- L'Arc du rêve, 1987 ((en) Arc of the Dream, 1986)
- (en) The Last Legends of Earth, 1989

### Cycle d'Arthor
- The Dragon and the Unicorn, 1994
- The Eagle and the Sword, 1997
- The Wolf and the Crown, 1998
- The Serpent and the Grail, 1999

### Dominions of Irth(sous le pseudonymeAdam Lee)
- The Dark Shore, 1996
- The Shadow Eater, 1998
- Octoberland, 1998

### Anthologies contenant des œuvres d'A. A. Attanasio
- (en) New Worlds 6, 1974
- (en) Nameless Places, 1975
- (en) Epoch, 1975
- (en) New Dimensions 7, 1977
- (en) New Tales of the Cthulhu Mythos, 1980
- (en) The Year's Best Fantasy Stories 12, 1986
- (en) Made in Goatswood, 1995
- (en) The Disciples of Cthulhu, 1996
- (en) The Best of Crank!, 1998
- (en) The Crow: Shattered Lives and Broken Dreams, 1998
- (en) Measures of Poison, 2002
- (en) Flights: Extreme Visions of Fantasy, 2004

### Essais
- (en) The Arts: Books, 1983
- (en) In Responsibilities Begin Dreams, 1986
- (en) Nude in the Garb Age, 1989
- (en) The Crow Theory, 1998

### Romans courts
- The Star Pools, 1980
- Remains of Adam, 1994

### Nouvelles
- Beowulf and the Supernatural, 1971
- Elder Sign, 1972
- Fungi, 1972
- Loup-Garou, 1973
- Once More, the Dream, 1974
- Interface, 1975
- Glimpses, 1975
- The Blood's Horizon, 1977
- The Answerer of Dreams, 1984
- The Last Dragon Master, 1984
- Matter Mutter Mother, 1984
- Monkey Puzzle, 1984
- Nuclear Tan, 1984
- Over the Rainbow, 1984
- Sherlock Holmes and Basho, 1984
- Atlantis Rose, 1989
- Ink from the New Moon, 1992
- Maps for the Spiders, 1992
- Wax Me Mind, 1993
- The Dark One: A Mythograph, 1994
- A Priestess of Nodens, 1995
- Wolves, 1997
- Death's Head Moon, 2002
- Zero's Twin, 2004
- Demons Hide Their Faces, 2004
- Investigations of the Fractal Blood Soul, 2005
- Telefunken Remix, 2006
- Fractal Freaks, 2006

### Recueil de nouvelles
- Beastmarks, 1984
- Twice Dead Things, 2006

## Prix littéraires
Si aucune œuvre d'A. A. Attanasio n'a jamais été primée, plusieurs de ses romans ont été finalistes de grands prix littéraires de science-fiction ou de fantasy : 
- Radix, finaliste du prix Nebula du meilleur roman de science-fiction en 1982 ;
- Hunting the Ghost Dancer, finaliste du prix World Fantasy du meilleur roman de fantasy en 1992 ;
- Arthor, finaliste du Prix British Fantasy du meilleur roman de fantasy en 1995.

## Ouvrage de référence
- (en) "A(lfred) A(ngelo) Attanasio" in Contemporary Authors Online. The Gale Group, 2001. Entry updated 4 mai 2001